# Kis Károly (labdarúgó)
Kis Károly, Kalkusz (1912. szeptember 23. – 1942. december) válogatott labdarúgó, hátvéd. A sportsajtóban Kalkusz II néven volt ismert. 1942-ben vakbélgyulladás szövődményeinek következtében halt meg.

## Pályafutása

### Klubcsapatban
A TSC-ben kezdte a labdarúgást. 1932-ben Újpestre igazolt. Az Újpest együttesében mutatkozott be az élvonalban, ahol az 1932–33-as idényben bajnokságot nyert a csapattal. Innen a Soroksárhoz igazolt. 1933 és 1940 között a Hungária labdarúgója volt. Itt két bajnoki címet, egy bajnoki ezüst- és két bronzérmet szerzett a csapattal. 1941 őszén a WMFC-től a Szegedi AK-hoz igazolt.
Gyors, megbízható, sportszerű játékos volt, aki a Korányi–Bíró-hátvédpár árnyékában játszott.

### A válogatottban
1934 és 1939 között négy alkalommal szerepelt a válogatottban.

## Sikerei, díjai
- Magyar bajnokság
  - bajnok: 1932–33, 1935–36, 1936–37
  - 2.: 1939–40
  - 3.: 1937–38, 1938–39
- Magyar kupa
  - döntős: 1933, 1935
- az MTK örökös bajnoka

## Statisztika

### Mérkőzései a válogatottban
| Magyarország | Magyarország        | Magyarország                    | Magyarország  | Magyarország | Magyarország | Magyarország | Magyarország | Magyarország |
| #            | Dátum               | Helyszín                        | Hazai         | Eredmény     | Vendég       | Kiírás       | Gólok        | Esemény      |
| ------------ | ------------------- | ------------------------------- | ------------- | ------------ | ------------ | ------------ | ------------ | ------------ |
| 1.           | 1934. március 25.   | Szófia                          | Bulgária      | 1 – 4        | Magyarország | vb-selejtező | -            |              |
| 2.           | 1934. április 29.   | Budapest, Hungária körúti pálya | Magyarország  | 4 – 1        | Bulgária     | vb-selejtező | -            |              |
| 3.           | 1939. május 18.     | Budapest, Hungária körúti pálya | Magyarország  | 2 – 2        | Írország     | barátságos   | -            |              |
| 4.           | 1939. augusztus 27. | Varsó                           | Lengyelország | 4 – 2        | Magyarország | barátságos   | -            |              |
|              | Összesen            |                                 |               | 4            | mérkőzés     |              | 0            | gól          |